# Мангусты
Мангу́сты (лат. Herpestes) — род млекопитающих из семейства мангустовых (Herpestidae). Род Herpestes включает 5 видов африканских мангустов; азиатские мангусты входят в отдельный род Urva.

## Среда обитания
Мангустов можно найти в саваннах, на засушливых лесистых территориях и в ряде других влажных и сухих местах обитания, но не в густых лесах или пустынях. Проживают в диапазоне высот от 0 до 3600 метров над уровнем моря.

## Описание
Длина тела большинства представителей, которых ранее классифицировали в роде Galerella, составляет 26,8—42,5 см, длина хвоста 20,5—34 см, масса 373—1250 г. Египетский мангуст является крупнейшим видом рода при длине тела в 48—60 см, хвоста — в 33—54 см и массе в 1,7—4 кг. 
В целом представители данного рода меньше, чем виды рода Urva (за исключением крупного египетского мангуста). Самцы приблизительно на 9% больше самок. Шерсть может быть короткой или лохматой, окраска имеет широкий диапазон. Верхняя часть тела — тёмно-коричневая или даже чёрно-серая или светло-коричневая, серая, или сизо-красная или желтоватая. Волосы нижней части тела более серые у серых образцов, более красные или желтые у светлых образцов. Кончик хвоста тёмный или полностью чёрный. Самки имеют две или три пары молочных желёз. От Urva череп Herpestes отличается тем, что он, как правило, меньше и обычно отсутствует нижний первый премоляр у взрослых особей.
Это дневные и наземные животные, при этом хорошо лазают и с готовностью влезают на деревья. Пищей являются главным образом насекомые, а также в значительном количестве мелкие позвоночные и некоторый растительный материал. Стройные мангусты могут путешествовать в одиночку или парами. Южноафриканские мангусты ночуют семьями, но питаются члены семьи отдельно.
В южной части Африки стройный мангуст, вероятно, рожает в дождливые месяцы лета, примерно с октября по март. Южноафриканский мангуст, как сообщается, рожает примерно с августа по декабрь в Капской провинции. Потомство рождается в отверстиях в земле, щелях в скалах, полых колодах или в другом подходящем укрытии. Размер приплода от одного до трёх. Период беременности, согласно сообщениям, 58—62 дней, период лактации 50—65 дней.

## Систематика
Американское общество маммологов признаёт 5 современных видов рода Herpestes, все из которых обитают в Африке (египетский мангуст интродуцирован на Пиренейский полуостров). Традиционно (MSW3) к роду относили 8 азиатских видов и два африканских — египетский мангуст (H. ichneumon) и длинноносый мангуст (X. naso). Молекулярно-генетические исследования начала XXI века показали, что типовой вид рода, египетский мангуст, более близок к африканским мангустам рода Galerella, чем к любым другим мангустовым. Соответственно, азиатские мангусты были выделены в отдельный род Urva, а род Galerella признан младшим синонимом Herpestes. Длинноносый мангуст перенесён в собственный род Xenogale.
| Иллюстрация | Название                                                       | Охранный статус и ареал |
| ----------- | -------------------------------------------------------------- | ----------------------- |
|             | Рыжеватый мангуст Herpestes flavescens Bocage, 1889            | [ 9 ]                   |
|             | Египетский мангуст Herpestes ichneumon (Linnaeus, 1758)        | [ 10 ]                  |
|             | Herpestes ochraceus (J. E. Gray, 1848)                         | [ 11 ]                  |
|             | Южноафриканский мангуст Herpestes pulverulentus (Wagner, 1839) | [ 12 ]                  |
|             | Стройный мангуст Herpestes sanguineus (Rüppell, 1836)          | [ 13 ]                  |